# Écriture miao
L’écriture miao, aussi appelée écriture Pollard, est un alphasyllabaire créé au XXe siècle et développée de 1904 à 1936 par le missionnaire méthodiste Samuel Pollard avec les Miaos Wang Mingji, John Zhang (張約翰), James Yang (楊雅各), et le Han Stephen Lee (李司提反), inspirée de l’alphasyllabaire cree et empruntant certains symboles à d’autres écritures comme l’alphabet latin. Elle est utilisée pour l’écriture de plusieurs langues hmong comme l’a hmao, le miao fleuri ou de plusieurs langues lolo comme l’aluo, le gepo, le lipo, le nasu. 

## Variantes
Dans les années 1950, Yang Rongxin (楊榮新) avec d’autres Miaos, a proposé une réforme de l’écriture Pollard en créant des signes diacritiques pour les tons, replaçant la position des voyelles, les laissant sur la ligne de base à droite de la grande lettre. Cette variante a été adoptée par les Miaos de Kunming et de la préfecture de Chuxiong.

## Sources
- (en) Chine, Irlande, et Royaume-Uni, Final proposal for encoding the Miao script in the SMP of the UCS (no L2/10-302, N3789), 26 mars 2010 (lire en ligne)
- John M. Duffy, Writing from these roots: The historical development of literacy in a Hmong American community, 2007 (ISBN 0824830954 et 9780824830953)
- (en) Joakim Enwall, A myth become reality : History and development of the Miao written language, Stockholm University, 1994 (ISBN 9171532692)
- (en) Michael Everson et Erich Fickle, Proposal for encoding additional Miao characters in the SMP of the UCS (no L2/10-302, N3877), 8 aout 2010 (lire en ligne)
- (en) John H. Jenkins, Proposal to add Pollard to Unicode/ISO-IEC 10646 (no L2/97-104), 21 mai 1997 (lire en ligne)
- Peter Unseth, « Missiology and orthography : The unique contribution of Christian missionaries in devising new scripts », Missiology An International Review, vol. 36, no 3,‎ juillet 2008, p. 357-371 (DOI 10.1177/009182960803600307, lire en ligne)
- (zh) Wen You (聞睿), « 論 Pollard script », 西南邊疆 (Xinan bianjiang),‎ 1938, p. 51-61